# Learning to Fly
„Learning to Fly“ je desátý singl britské skupiny Pink Floyd, který vyšel ve Spojeném království. Byl vydán v září 1987 (viz 1987 v hudbě) a jedná se o první singl kapely vydaný po odchodu baskytaristy, zpěváka a lídra Pink Floyd Rogera Waterse v roce 1985.
Singl pochází z alba A Momentary Lapse of Reason, které rovněž vyšlo v září 1987. Píseň „Learning to Fly“ popisuje vášeň Davida Gilmoura pro létání (má též pilotní licenci). Rovněž druhý člen kapely, bubeník Nick Mason, je letec a lze jej slyšet uprostřed skladby jako hlas z letecké řídící věže. B strana singlu (v sedmipalcové verzi) obsahuje píseň „One Slip“ z téhož alba (právě z textu této písně pochází název A Momentary Lapse of Reason). Obě skladby jsou oproti verzím na albu mírně upraveny.
Singl „Learning to Fly“ vyšel i na dvanáctipalcové desce a CD. Obě tyto verze obsahují kromě výše zmíněných dvou písní ještě dvě verze skladby „Terminal Frost“. První pochází přímo z alba, druhá (DYOL Version) je upravená. Byla z ní totiž odstraněna sólová kytara, zájemce si tak může sám zahrát s kapelou.

## Seznam skladeb

### 7" verze
1. „Learning to Fly“ (Gilmour, Moore, Ezrin, Carin) – 4:19
2. „One Slip“ (Gilmour, Manzanera) – 3:58

### 12" a CD verze
1. „Learning to Fly“ (Gilmour, Moore, Ezrin, Carin) – 4:19
2. „One Slip“ (Gilmour, Manzanera) – 3:58
3. „Terminal Frost“ (Gilmour) – 5:10
4. „Terminal Frost (DYOL Version)“ (Gilmour) – 5:10